# Murphy-Bericht
Der Murphy-Bericht ist ein Communiqué, das das Ergebnis der öffentlichen Untersuchung in Irland zum sexuellen Missbrauch in der Erzdiözese Dublin, unter dem Vorsitz der Richterin Yvonne Murphy, darlegt. Er wurde vom Justizministerium in Auftrag gegeben und am 26. November 2009 publiziert. Er erschütterte die römisch-katholische Kirche in Irland.

## Überblick
Der Bericht belegte, dass vier frühere Bischöfe systematisch des sexuellen Missbrauchs von Kindern beschuldigte Angehörige der Kirche schützten. Er wurde ein paar Monate nach dem Ryan-Bericht einer Kommission zur Aufklärung von Kindesmissbrauch veröffentlicht, der dem Missbrauch in gewerblichen Schulen, die von katholischen Orden kontrolliert werden, nachging. Beide Untersuchungen haben den Missbrauchsskandal der katholischen Kirche in Irland, der weltweit Aufsehen erregte, zum Inhalt und führten u. a. zum Rücktritt einiger Bischöfe und verschärften die Krise der katholischen Kirche in Irland.

## Schwerpunkt: Die Vermeidung weiterer Skandale
Der 720-seitige Bericht wurde von der irischen Regierung in Auftrag gegeben, um die Art und Weise  zu untersuchen, mit der die Kirche mit Anschuldigungen von sexuellem Missbrauch von Kindern durch Priester in den Jahren 1975 bis 2004 umging.
Der Bericht zeigte auf, dass die Erzdiözese Dublin im Umgang mit Fällen von sexuellem Missbrauch von Kindern, zumindest bis Mitte der 1990er Jahre, die Geheimhaltung, die Vermeidung von Skandalen, den Schutz des guten Rufes der Kirche und den Schutz ihres Vermögens vor den Schutz der Kinder sowie vor die Aufklärung der Verbrechen gestellt habe. Alle anderen Aspekte, einschließlich des Wohles der Kinder und der Gerechtigkeit für die Opfer, seien diesen Prioritäten untergeordnet worden. Das Erzbistum sei nach seinen eigenen Regeln verfahren und habe alles getan, um eine Aufklärung durch die Justiz zu vermeiden.
Der Bericht stellt fest, dass es „keinen Zweifel daran gibt, dass sexueller Missbrauch von Kindern in den Jahren 1975 bis 2004 vertuscht wurde“, und stellt dar, wie die Beschwerden der Eltern und ihrer Kinder ignoriert wurden, wodurch andere Familien in Gefahr gebracht wurden. Der Prälat John Charles McQuaid habe die Skandale unterdrückt. Die Kirche berief sich auf kirchliches Recht, um die Täter auf Kosten der unschuldigen Kinder zu schützen. Die überwiegende Mehrheit der nicht betroffenen Priester habe die Augen vor den Taten verschlossen.

## Ermittlungen und strafrechtliche Verfolgung
Vor 1995 wurde nur sporadisch ermittelt. Nachdem 2002 eine Fernsehreportage über neun Missbrauchsfälle durch Priester in der Diözese Dublin berichtete, wurden umfassendere polizeiliche Untersuchungen eingeleitet.
Am 18. September 2006 beschrieb ein Artikel in der Irish Independent, dass die 4-jährige polizeiliche Untersuchung zu Vorwürfen des sexuellen Missbrauchs von Kindern in der Erzdiözese Dublin vertuscht worden war. Es sei versäumt worden, ausreichende Beweise für eine Anklage gegen einflussreiche Mitglieder innerhalb der Hierarchie zu sammeln.
„Trotz Anzeichen dafür, dass Priester zu anderen Gemeinden versetzt wurden, wo sie weiteren Missbrauch begingen und trotz öffentlicher Einlassungen von hochrangigen Persönlichkeiten, dass nicht alle relevanten Informationen den zivilen Behörden übergeben wurden, werden keine Anklagen gegen führende Mitglieder der Kirche erhoben.“
Vertreter der Opfer werden mit den Worten zitiert, dass der Stand der Untersuchung durch die irische Polizei, die Garda Síochána, vollständig von der Kommission geprüft werden müsse.
„Wir haben die große Sorge, dass angesichts der (geringen) Ressourcen, die der Polizei zur Verfügung gestellt wurden, als die Untersuchung vor vier Jahren begann, keine substanziellen Ergebnisse zu erwarten sind“, sagte Colm O’Gorman, Direktor eines Opfer-Unterstützung-Verbands.

## Die Veröffentlichung des Berichts im November 2009
Am 15. Oktober 2009 entschied der High Court, dass der Bericht mit Ausnahme von Kapitel 19, das Material von drei weiteren Fällen enthält, veröffentlicht werden könne. In dem Bericht wird dargelegt, wie die katholische Kirche die Vorwürfe des sexuellen Missbrauchs gegen eine Auswahl von 46 Priestern zwischen dem 1. Januar 1975 und 30. April 2004 behandelt hat.
Der Erzbischof von Dublin, Diarmuid Martin, unterstützte die Untersuchungskommission, indem er Tausende von vertraulichen Dokumenten veröffentlichte.
Am 26. November 2009 wurde der Bericht veröffentlicht. Er besteht aus drei Bänden und hat Kosten von insgesamt € 3,6 Millionen verursacht. Die Untersuchungskommission stellte eine Zahl von 320 missbrauchten Opfer zwischen 1975 und 2004 fest und weitere 120 ab Mai 2004. Den vier Erzbischöfen John Charles McQuaid, Dermot Ryan, Kevin McNamara und Desmond Connell seien die Anschuldigungen bekannt gewesen. Dennoch gingen sie Beschwerden kaum nach. Einer der Priester gestand Übergriffe auf mehr als 100 Kinder. Ein anderer gestand einen regelmäßigen Missbrauch alle zwei Wochen während 25 Jahren. Ein Weiterer starb ohne Geständnis im Jahr 2002 und sagte vor seinem Tod, er habe nichts falsches getan. Zusammen mit den Geistlichen wird die Polizei für den Skandal verantwortlich gemacht, da selbst höhere Polizeibeamte die Kleriker unangetastet ließen.

## Öffentliche Reaktionen
Kardinal Connell, der damals letzte lebende der vier Erzbischöfe, sagte, er „bereue in jeder Form bitter, dass Fehler von meiner Seite zum Leiden der Opfer beitrugen.“
„Durch Handlungen oder Unterlassungen von Einzelnen, waren die Reaktionen auf und der Schutz von hilfesuchenden Menschen nicht immer angemessen, und nicht so wie jeder Bürger es erwarten kann“, sagte Irlands Polizeikommandant Fachtna Murphy. Er fügte hinzu, er entschuldige sich sehr.
Die Regierung von Irland sagte, man wolle den Opfern Gerechtigkeit widerfahren lassen. Dermot Ahern, der Justizminister, versprach, dass "die Verurteilung der Personen, die diese schrecklichen Verbrechen begangen haben – egal, wann sie geschehen seien – weiterhin angestrebt werden soll".
Der bekannte Schriftsteller John Boyne thematisierte die Verbrechen 2014 in seinem Roman Die Geschichte der Einsamkeit.